# Италианско психоаналитично общество
Италианското психоаналитично общество (на италиански: Società Psicoanalitica Italiana) е най-старото италианско общество за психоанализа.

## История
Основано е в Терамо през 1925 г. от италианския психиатър Марко Бианкини - асистент в Неаполитанския университет и директор на психиатричната болница на Терамо. През 1932 г. той премества седалището на обществото в Рим, а по-късно същата година с помощта на Едуардо Вайс основават вестника на общество Rivista di Psicoanalisi.
През 1936 г. ИПО става част от Международната психоаналитична асоциация (МПА)
След идването на фашизма на власт в Италия обществото е принудено да се разпусне през 1938 г., но отново се възстановява през 1946 г. Обществото започва да се развива интензивно през 50-те години благодарение на такива водещи фигури като Чезаре Мусати, Никола Пероти, Емилио Сервадио и Алесандра Томази ди Палма.
В ИПО членуват над 600 членове, което го прави второто по големина общество в Европа.

## Президенти
- Марко Бианкини – 1925-1931
- Едуардо Вайс – 1932- 1939
- Никола Пероти 1946 – 1951
- Чезаре Музати – 1951-1955
- Алесандра Томази ди Палма – 1955-1959
- Чезаре Музати – 1959-1963
- Емилио Сервадио – 1963-1969
- Франческо Корао – 1969 -1974
- Франко Форнари – 1974-1977
- Еудженио Гадини – 1977-1982
- Глауко Карлони – 1982-1986
- Джовани Хаутман – 1986-1990
- Емилио Сервадио 1990 – 1995
- Джузепе Ди Киара – 1993-1997
- Фаусто Петрела – 1997-2001
- Доменико Кианезе – 2001-2005
- Фернандо Риоло – 2005-2009
- Стефано Болонини – 2009-2013
- Антонино Феро - 2013-2017
- Анна Мария Николо Корилиано - 2017-2021
- Сарантис Танопулис 2021 –